# Aysenmyia patagonica
Aysenmyia patagonica är en tvåvingeart som beskrevs av Duret 1979. Aysenmyia patagonica ingår i släktet Aysenmyia och familjen svampmyggor. Inga underarter finns listade i Catalogue of Life.